# VidaLinux
VidaLinux este o distribuție de Linux bazată pe Gentoo.